# Sókaku Takeda
Sókaku Takeda (celým jménem: Sókaku Masajoši Minamoto Takeda; 10. října 1859 – 25. dubna 1943) byl japonský učitel bojového umění. Pocházel z klanu Takeda. Byl restaurátorem bojového umění Daitó-rjú aiki-džúdžucu, které se naučil od svého otce Sokičiho Takedy, dědečka Soemona Takedy a od svého mistra Tanoma Saigóa.

## Dětství
Sókaku se narodil v doméně Aizu (prefektura Fukušima). Sókaku vyrostl v době Bošinské války. Byl druhým synem Takedy Sokičiho, samuraje z klanu Takeda, který pracoval na své farmě a učil na místní škole v buddhistickém chrámu. Jeho matka, Tomi Kurokoči, byla dcerou Dengoro Kurokoči,  mistra Jari a Kendžucu. Předpokládá se, že Sókaku získal svůj první trénink bojových umění od svého otce, který měl na rodinném pozemku dódžo. Sokiči byl zjevně odborníkem v používání meče i kopí a kdysi byl i zápasníkem sumo v hodnosti ozeki. Předpokládá se, že Sókaku byl vystaven učení Hózoin-rjú Takada-ha a Ono-ha Ittó-rjú, školám kopí a šermu a určitě se učil Daitó-rjú (linie Aizu Takeda).